# Franco Gandini
Franco Gandini (nascido em 28 de julho de 1936) é um ex-ciclista italiano que correu profissionalmente entre 1958 a 1960. Dedicou-se principalmente ao ciclismo de pista.
Ainda como um ciclista amador, ele participou nos Jogos Olímpicos de 1956, em Melbourne, onde conquistou a medalha de ouro na prova de perseguição por equipes, juntamente com Valentino Gasparella, Leandro Faggin e Antonio Domenicali.
É o irmão do também ciclista Aldo Gandini.